# Como una moto (libro)
Como una moto: la vida galopante de John Belushi (1984) es una biografía del actor y cantante John Belushi a cargo del periodista Bob Woodward, publicada en inglés bajo el título Wired: The Short Life and Fast Times of John Belushi. A partir de seguir la vida de  este actor, muestra la cultura de las drogas en Hollywood. En España, la biografía fue publicada por la editorial Papel de liar, con traducción de Miquel Izquierdo. 

## Antecedentes y consecuencias
El periodista realizó cientos de entrevistas en profundidad a familiares y amigos de Belushi, incluso a su esposa, Judy Belushi, y a los actores Dan Aykroyd y James Belushi, y sobre ellas construyó una biografía novelada. 
El libro fue llevado al cine en 1989 en una película del mismo título que fracasó en taquilla.
La mujer de Belushi, que había colaborado con el autor, discrepó sobre el retrato de su marido trazado por Woodward y se negó a participar en la producción de la película. Escribió una biografía titulada Belushi: A Biography (1990).
La biografía de Woodward fue un éxito de ventas pero su versión en inglés ya estaba descatalogada en 2009, año en que la editorial Global Rhythm de Barcelona publicó la primera edición en castellano.